# Роше-де-Ней
Роше-де-Ней (французька, букв. «Скелі Ней»); 2042 м н.р.м.) — гора швейцарських Альп, звідки відкривається краєвид на Женевське озеро поблизу Монтре та Ко, в кантоні Во. Вона належить до хребта, який відокремлює басейн Женевського озера від долини Сарін, на вододілі між Роною та Рейном. Гора частково розташована в кантоні Фрібур, кордон між двома кантонами завершується нижньою вершиною під назвою Гранд-Шо-де-Ней (1 982 м н.р.м.).
До Роше-де-Ней легко дістатися з Монтре, звідки починається найвища залізниця в кантоні — Залізниця Монтре – Ґліон – Роше-де-Ней. Щоб дістатись від зупинки на перевалі (висотою 1968 м н.р.м.) до вершини, потрібна лише коротка прогулянка. Крім того, можна також дістатись вершини, поїхавши до Коль-де-Жаман, а потім зробивши 2–3-годинний похід на пік.
Рошер-де-Ней також відома завдяки маршруту Роше-де-Ней через Феррату, що вважається надзвичайно важким (ED), з якого є доступ до печер Грот-де-Ней (до яких можна пройти стежкою між Коль-де-Жаманом і Роше-де-Ней), а також кілька урочищ, які слугують сховками для бабаків.

## Галерея

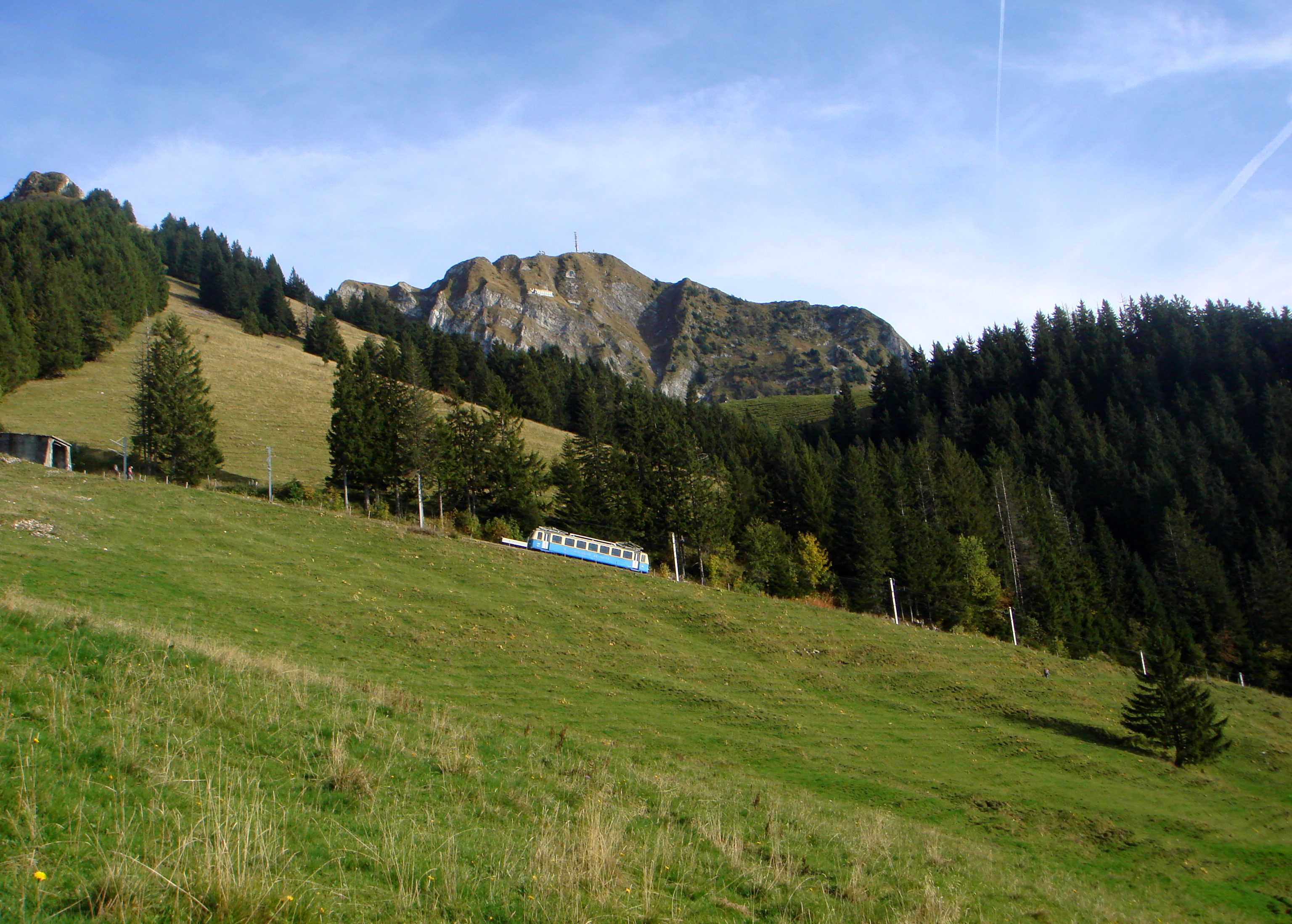
Поїзд, що підіймається на гору.
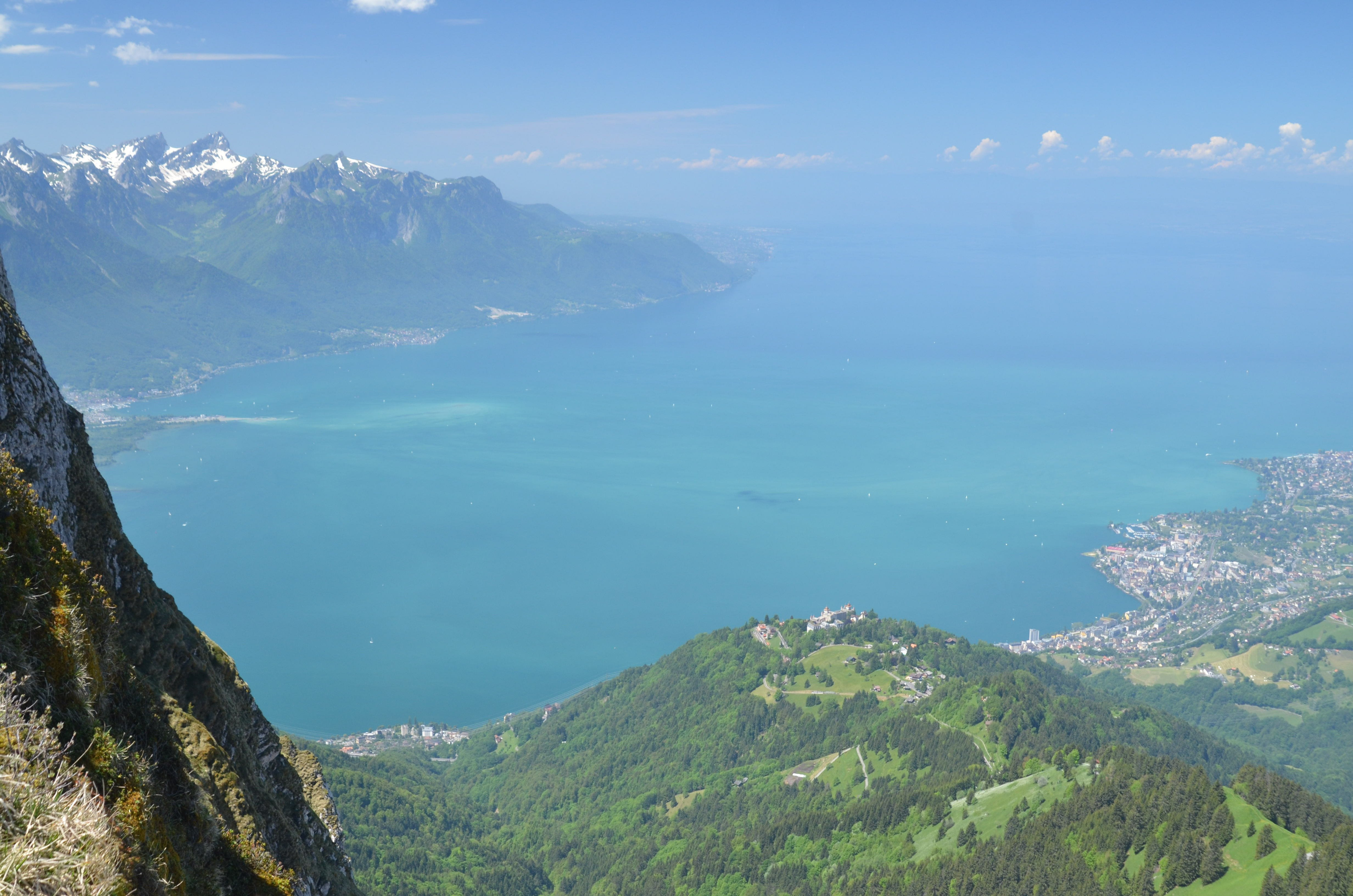
Краєвид з вершини на Женевське озеро.